# Dalsjöfors landskommun
Dalsjöfors landskommun var åren 1967–1973 en kommun i dåvarande Älvsborgs län.

## Administrativ historik
Kommunen tillkom 1967 av Toarps landskommun som då tillfördes Dannike församling ur Länghems landskommun som samtidigt upplöstes. Namnet togs från tätorten Dalsjöfors. 
År 1971 tillfördes Ljushults församling. Detta skedde då Lysjö landskommun upplöstes och huvuddelen tillfördes Svenljunga kommun.
År 1974 upphörde Dalsjöfors kommun och gick upp i Borås kommun.
Kommunkod var 1531 (övertagen från Toarp).

### Kyrklig tillhörighet
I kyrkligt hänseende tillhörde kommunen församlingarna Dannike, Rångedala, Toarp och Äspered. Den 1 januari 1971 tillkom Ljushults församling.

## Kommunvapen
Blasonering: I blått fält en ginstam av guld, belagd med en blå skyttel, och förenad med en stolpe av guld, åtföljd till höger av en skräddarsax och till vänster av en kärve, allt av guld.

## Politik

### Mandatfördelning i valen 1966-1970
| 17 | 9 | 6 | 8 |

| 35 |

| 19 | 13 | 6 | 7 |

| 38 | 7 |